# شين مين آه
شين مين آه (بالكورية: 신민아)‏ هي ممثلة كورية جنوبية، من مواليد 5 أبريل 1984 في سيونغنام، غيونغي. بدأت مسيرتها الفنية عام 2001.

## الأعمال

### أفلام
| السنة | العنوان        | الدور     |
| ----- | -------------- | --------- |
| 2005  | حياة حلوة ومرة | مون هي سو |

### مسلسلات
| السنة     | العنوان                  | الدور              | م.            |
| --------- | ------------------------ | ------------------ | ------------- |
| 2001      | أيام جميلة               | لي مين جي          |               |
| 2003      | لكمة                     | جانغ يو بين        | [ 5 ]         |
| 2005      | هذا الحب أريد قتله       | تشا اون سيوك       |               |
| 2007      | الشيطان                  | سيو هاي ان         |               |
| 2010      | حبيبتي ثعلب ذات تسع ذيول | جو مي هو           | [ 6 ]         |
| 2012      | ارانغ والقاضي            | أرانغ / لي سيو ريم |               |
| 2015–2016 | يا زهرتي                 | كانغ جو أون        |               |
| 2017      | غدا معك                  | سونغ ما رين        | [ 7 ] [ 8 ]   |
| 2019      | رئيس العمال              | كانغ صن يونغ       | [ 9 ]         |
| 2021      | مسقط رأس تشا تشا تشا     | يون هي جين         | [ 10 ] [ 11 ] |
| 2022      | البلوز خاصتنا            | مين سيون آه        | [ 12 ]        |
| 2024      | لا مكسب لا حب            | سون هاي يونغ       | [ 13 ]        |
| 2025      | كارما                    | لي جو يون          | [ 14 ]        |

## وصلات خارجية
- شين مين آه على موقع IMDb (الإنجليزية)
- شين مين آه على موقع ألو سيني (الفرنسية)
- شين مين آه على موقع ميوزك برينز (الإنجليزية)
- شين مين آه على موقع قاعدة بيانات الفيلم (الإنجليزية)
- الموقع الإلكتروني